# Інбер Віра Михайлівна
Інбер Віра Михайлівна (нар. 28 червня (10 грудня) 1890, Одеса — 11 листопада 1972, Москва) — російська радянська письменниця і поетеса єврейського походження.

## Життєпис
Почала друкуватися в 1910 р. У ранніх віршах І. вже помітні життєлюбність і витончена, твереза іронія, які згодом стають характерними для її зрілої поезії. Збірки «Мета і дорога» (1925) і «Синові, якого нема» (1927) відображають інтерес поетеси до творчих сил нового суспільства.
В середині 20-х рр. Інбер зближується з конструктивістами; тоді ж пробує сили як журналіст, нарисовець (наприклад, путні записки «Америка в Парижі», 1928) і прозаїк (гумористичні розповіді з міського побуту; автобіографічна хроніка «Місце під сонцем», 1928). У збірці віршів «Впівголосу» (1932) передана теплота нових людських відносин, досліджується «ділянка серця», такий же дух і тон поеми про поїздку до Грузії «Шляховий щоденник» (1939).
У роки Другої світової війни Інбер знаходилася в обложеному Ленінграді і з великою художньою силою зберегла героїчну оборону міста: збірка віршів «Душу Ленінграда» (1942), ленінградський щоденник «Майже три роки» (1946), поема «Пулковський меридіан» (1943; Державна премія СРСР, 1946).
Член КПРС з 1943.
Перу Інбер належить текст популярної у XXI столітті пісні «Дівчина з Нагасакі» (музика Поля Марселя), відомої також у виконанні Аркадія Північного, Володимира Висоцького, Джемми Халід та Поліни Агурєєвої. Декілька віршів Віри Інбер були покладені на музику Олександром Вертинським, який і став їх першим виконавцем («Джонні», «У дитячій», «Скринька»)
У числі післявоєнних творів — книга віршів «Апрель» (1960), присвячена ленінській темі, книга про літературний досвід «Натхнення і майстерність» (1957). І. — поетеса спокійної вдумливості і роздуму, схильна по-домашньому обживати і «утеплювати» великий світ. Ті ж межі в її широко відомих віршах і прозі, написаних для дітей. Нагороджена 3 орденами, а також медалями.
Присвятила вірш Т. Шевченкові, перекладала його твори, а також твори українських радянських поетів.

## Вшанування пам'яті
До 2024 року у місті Одеса існувала вулиця Віри Інбер, та була перейменована, внаслідок деколонізації, на честь Володимира Рутківського.

## Українські переклади
- Майже три роки. — К., 1948.
- Пулковський меридіан. // Російська радянська поезія. — К., 1950.
- Трамвай іде на фронт. // Сузір'я. — Вип. 9. — К., 1975.